# Исупов, Александр Филиппович
Алекса́ндр Фили́ппович Ису́пов (26 июня 1905, Котельничский уезд, Вятская губерния — 26 января 1945, концлагерь Маутхаузен, Верхняя Австрия) — гвардии полковник, командир 306-й штурмовой авиационной Краснознамённой дивизии.

## Биография
Родился в деревне Исуповы в семье железнодорожного мастера Филиппа Исупова. Русский.
В Красной армии с сентября 1927 года по октябрь 1929 года и с июня 1931 года. До службы в армии с мая 1927 года был инстурктором уездного комитета комсомола в городе Слободской и секретарем комсомола в селе Вахрушево Вятской губернии.
В сентябре 1927 года призван в Красную армию и направлен в 18-й артиллерийский полк 1-й стрелковой дивизии в город Ярославль. Действительную военную службу проходил в должности секретаря комитета комсомола полка. По увольнении в запас с октября 1929 года работал на заводях «Лакокраска № 3» и «Красный маяк» в Ярославле.
После 1-го курса Иваново-Вознесенского энергетического института в июне 1931 года по спецнабору ВКП(б) направлен в 7-ю военную школу летчиков в Сталинград, по окончании которой в 1933 году оставлен в ней летчиком-инструктором. В июле переведен в 4-ю тяжелобомбардировочную бригаду во Ржев. Прошел должности от командира корабля до врид командира отряда. В сентябре 1937 года зачислен слушателем командного факультета Военно-воздушной инженерной академии им. Н. Е. Жуковского. В марте 1940 года окончил её и назначен помощником командира 5-го штурмового авиаполка, а в апреле назначен военкомом 81-го дальнебомбардировочного полка 50-й дальнебомбардировочной авиадивизии в Новочеркасске.
В июне 1942 года старший батальонный комиссар Исупов назначен комиссаром и заместителем командира по политической части 267-й штурмовой авиадивизии, формирующейся на базе Управления ВВС 58-й армии Брянского фронта.
После завершения формирования вошла в состав 2-й воздушной армии Воронежского фронта и участвовала в Воронежско-Ворошиловградской оборонительной операции. В конце октября дивизия вошла в состав 17-й воздушной армии Юго-Западного фронта и участвовала в Сталинградской битве. Её части вели боевую работу в районах Серафимович, Перелазовский, Боковская, Тацинская, Морозовская, Каменск. В ноябре они содействовали войскам 5-й танковой и 21-й армий Юго-Западного фронта в прорыве укреплений полосы обороны 3-й румынской армии на участке Ягодный — Клетская, в развитии фланговых ударов этих армий и выходе на реку Дон в районе Сухояновский, Калач. В декабре они поддерживали войска 1-й и 3-й гвардейских армий Юго-Западного фронта в ходе Среднедонской наступательной операции, затем при освобождении Донбасса, в Ворошиловградской наступательной операции. Её летчики своим действиями обеспечивали форсирование наземными войсками реки Дон, уничтожали авиацию противника на аэродроме Морозовская, содействовали соединениям 3-й гвардейской армии в овладении станицей Боковская. С января 1943 года дивизия в составе 1-го смешанного авиакорпуса 17-й воздушной армии поддерживала войска Юго-Западного фронта в ходе наступления на ворошиловградском направлении, затем в марте выведена в резерв Ставки ВГК.
В октябре 1943 года назначен командиром 306 авиационной штурмовой дивизии 17 воздушной армии. За боевые заслуги был неоднократно награждён. Кавалер ордена Красной Звезды (Указ Президиума ВС СССР 21.6.43) и трёх орденов Красного Знамени (Указ Президиума ВС СССР 3.11.42; приказ по 3 Украинскому фронту 5.11.1943, приказ по 3 Украинскому фронту 5.2.1944). Пользовался исключительным уважением боевых товарищей.
23 марта 1944 года в бою под Одессой в районе около города Николаева не вернулся с боевого задания. По свидетельству очевидцев, самолёт комдива был подбит, Александр Филиппович был ранен, но пытался дотянуть машину до линии фронта. К сожалению, почти без сознания он вынужден был приземлиться в районе деревни Ковалевка. Местные жители видели, как самолёт приземлился в поле, как до последнего отстреливался лётчик и как он был пленён в бессознательном состоянии. Долгие годы о дальнейшей судьбе комдива А. Ф. Исупова не было известий. В личном деле на долгие годы осталась запись: «Пропал без вести. Не вернулся с боевого задания.»
Лишь в 1963 году после выхода книги С. С. Смирнова «Герои блока смерти» стало известно о дальнейшей героической судьбе Александра Филипповича. В фашистском лазарете нашёлся предатель, который сообщил, что в руках у немцев находится знаменитый комдив, за голову которого уже была обещана награда. Сначала А. Ф. Исупов был направлен в лагерь для военнопленных лётчиков Шталаг Люфтваффе 2 (лагерный номер — 3818). Там ему было предложено воевать на стороне немцев. Но комдив выступил на собрании лётчиков с речью, которой немцы никак не ожидали. Он призвал не поддаваться на провокации и бить фашистских оккупантов до последней капли крови. После этого выступления от был передан в гестапо. 15 июля 1944 года комдив был заточен в блок смертников № 20 в фашистском концентрационном лагере Маутхаузен (Австрия).
Исупов стал одним из организаторов восстания военнопленных. В ночь с 25 на 26 января 1945 года по доносу организаторы восстания, около 25 офицеров, в том числе А. Ф. Исупов, были казнены. Согласно источникам, заживо сожжены в крематории. Побег состоялся, и 2 февраля 1945 года почти 500 заключённых вырвались из блока смерти. Практически все были пойманы и восстание было жестоко подавлено. «Охота на зайцев» возле австрийского городка Мюльфиртель стала одной из страниц Нюрнбергского процесса.
Маршал авиации В. А. Судец и боевые товарищи подготовили в 1964 году все документы для присвоения комдиву А. Ф. Исупову звания Героя Советского Союза (посмертно). Министр обороны Р. Я. Малиновский, командующий войсками 3 Украинского фронта во время Великой Отечественной войны (1943—1944), поддержал эту инициативу, так как хорошо знал А. Ф. Исупова. Председатель Совета Министров СССР Н. С. Хрущёв уже ознакомился с наградными документами и одобрил их, но не успел подписать до своей отставки в октябре 1964 года.

### Семья
Родился в деревне Исуповы
Отец — Филипп Исупов. Мать — Матрона Степановна Бученко, домохозяйка. В семье было пятеро детей:
- Анна Филипповна Исупова (Тарасова) — педагог-математик, кавалер Ордена Ленина.
- Евгений Филиппович Исупов — инженер-конструктор, начальник цеха Оренбургского авиационного завода.
- Клавдия Филипповна Исупова (Зекунова) — инженер-конструктор.
- Александр Филиппович Исупов — гвардии полковник, комдив.
- Фёдор Филиппович Исупов — военный корреспондент, погиб в боях под Ленинградом во время Великой Отечественной войны.

Жена — Капитолина Ивановна Филиппова. Сын — Анатолий Александрович Исупов. Внучка — Татьяна Анатольевна.

## Комментарии
1. ↑  Деревня Исуповы, относившаяся к Сосновской, в 1920-е годы — к Арбажской волости Котельничского уезда, в последующем входила в состав Кисляковского сельсовета Арбажского района Кировской области; не сохранилась[1].
2. ↑  Деревня Исуповы, относившаяся к Сосновской, в 1920-е годы — к Арбажской волости Котельничского уезда, в последующем входила в состав Кисляковского сельсовета Арбажского района Кировской области; не сохранилась[1].